# 雲南市三刀屋文化体育館 アスパル
雲南市三刀屋文化体育館 アスパル（うんなんしみとやぶんかたいいくかん -）は、島根県雲南市三刀屋町にある体育館。
県内で初めて 移動観覧席を設けており、2・3 階席を含めて約1500人を収容する文化ホールとしても利用できる。
全国的にあまり例を見ない近くを流れる三刀屋川の水を利用した水冷ヒートポンプチラー方式の空調システムを採用している。

## 施設概要

### アリーナ棟
- アリーナ（大ホール）
- 母子室（3階）
- 控室
- シャワー室
- 小会議室

### 小ホール棟
- 小ホール（収容人数 約240人）
- 娯楽音楽室（仕切り板で3部屋まで仕切れる）
- トレーニングルーム
- シャワー室
- 会議室
- 和室

### 駐車場
320台

## 休館日
- 毎週火曜日
- 12月29日から1月3日の年末年始

## 交通アクセス
- 松江道三刀屋木次IC
- JR西日本木次駅